# 1956 في إسبانيا
فيما يلي قوائم الأحداث التي وقعت خلال عام 1956 في إسبانيا.

## سياسة

### تعيين في المنصب
- 1 يناير – توركواتو فيرنانديث-ميراندا مدير عام التدريس الجامعي.

### انتهاء فترة المنصب
- 1 يناير – توركواتو فيرنانديث-ميراندا .

## رياضة
- 1 يناير:
  - طواف إسبانيا 1956
  - نهائي كأس أوروبا 1956

## كتب
من الكتب التي صدرت هذه السنة في إسبانيا:
- 1 يناير – نهر الخاراما من تأليف رافائيل سانشيث فيرلوسيو.

## مواليد

### يناير
- 1 يناير – خايمي فرنانديز لاعب كرة طائرة إسباني.
- 10 يناير – أنطونيو مونيوث مولينا كاتب إسباني.
- 31 يناير – أرتور ماس

### مارس
- 3 مارس – خوسيه ماريا غارسيا أراندا لاعب كرة قدم إسباني.
- 11 مارس – غريغوريو مانزانو

### أبريل
- 18 أبريل – ميغيل مير لاعب كرة مضرب إسباني.

### مايو
- 19 مايو – خوسيه رامون أليكزانكو لاعب كرة قدم إسباني.
- 23 مايو – أندوني غويكيوتكسيا لاعب كرة قدم إسباني.

### يونيو
- 9 يونيو – خواكين ألونسو لاعب كرة قدم إسباني.

### أغسطس
- 2 أغسطس – أنخيل أرويو درّاج طريق إسباني.
- 17 أغسطس – ألبارو بينو درّاج طريق إسباني.

### سبتمبر
- 28 سبتمبر – أنطونيو سولير كاتب إسباني.

### أكتوبر
- 8 أكتوبر – خوسيه فيسنتي سانشيز لاعب كرة قدم إسباني.
- 27 أكتوبر – مانويل خيمينيز لاعب كرة قدم إسباني.

### نوفمبر
- 24 نوفمبر – جوان كريوس لاعب كرة سلة إسباني.

### ديسمبر
- 23 ديسمبر – خيسوس هويرتا دي سوتو
- 24 ديسمبر – خوسيه لوبيز مايسو لاعب كرة مضرب إسباني.

## وفيات

### أكتوبر
- 5 أكتوبر – خوان أرميت (مواليد 1895)
- 28 أكتوبر – رامون سانشيز بيزخوان (مواليد 1900) محامي إسباني.
- 30 أكتوبر – بيو باروخا (مواليد 1872) كاتب إسباني.

### نوفمبر
- 12 نوفمبر – خوان نيغرين (مواليد 1892)